# R.E.M.
R.E.M. a fost o formație de rock (mai precis rock alternativ) americană formată în Athens, Georgia în anul 1980 de către vocalistul Michael Stipe, chitaristul Peter Buck, basistul Mike Mills și toboșarul Bill Berry. Una din primele trupe de rock alternativ, R.E.M. s-a evidențiat prin stilul arpegiat al lui Buck, particularitățile vocii lui Stipe, și liniile melodice de bas ale lui Mills. R.E.M. a lansat primul single intitulat „Radio Free Europe” în anul 1981 la casa de discuri independentă Hib-Tone. Singleul a fost urmat de EP-ul Chronic Town în 1982, prima lansare sub casa de discuri I.R.S. Records. În 1983, trupa a lansat mult-apreciatul album de debut, Murmur, și a început să-și construiască o reputație de-a lungul anilor prin lansarea albumelor de studio, turnee, și susținerea radiourilor de campus. După ani de succes în mediul underground, R.E.M. au lansat „The One I Love”, prima piesă care s-a bucurat de un succes semnificativ, urcând pe primele locuri în topul Billboard Hot 100. Trupa a semnat cu Warner Bros. Records în 1988, și a început să militeze pe teme legate de politică și mediul înconjurător, concertând în diverse arene din jurul lumii.
La începutul anilor '90, când rockul alternativ prinsese amploare, R.E.M. erau văzuți ca pionieri ai genului de către trupe precum Nirvana sau Pavement. Trupa a lansat cele mai de succes albume din punct de vedere comercial, Out of Time (1991) și Automatic for the People (1992), deviând de la stilul lor inițial. Piese precum „Losing My Religion” sau „Everybody Hurts” au făcut trupa cunoscută pe plan global. Albumul din 1994, Monster, a prezentat întoarcerea la un sunet mai distors și neșlefuit, menținându-și succesul comercial. R.E.M. a început să concerteze pentru prima oară în șase ani, pentru promovarea albumului; de-a lungul turneului, trei dintre membri au întâmpinat urgențe medicale.
În 1996, R.E.M. a semnat din nou cu Warner Bros., pentru o sumă estimativă de 80 de milioane de dolari americani, la vremea aceea cel mai scump contract de înregistrare din istorie. Albumul din 1996, New Adventures in Hi-Fi, deși a fost bine primit de către critici, s-a descurcat dezamăgitor din punct de vedere comercial. Bill Berry a părăsit trupa în 1997, iar Stipe, Buck și Mills au decis să continue ca trio. Cu mici schimbări în stilul muzical, trupa și-a continuat cariera în următorul deceniu, lansând albume care au generat păreri împărțite din partea criticilor, și vânzări modeste. De-a lungul carierei, R.E.M. a vândut peste 85 de milioane de albume. În 2007, trupa a fost introdusă în Rock and Roll Hall of Fame, aflându-se în primul an de eligibilitate. R.E.M. s-a despărțit amiabil în 2011, printr-un anunț pe siteul oficial.

## Biografie

### 1980–1981: Formarea
În ianuarie 1980, Michael Stipe l-a întâlnit pe Peter Buck în magazinul de muzică Wuxtry Records unde acesta lucra. Cei doi au descoperit că aveau gusturi similare în muzică, apreciând genurile punk rock și protopunk, cu artiști precum Patti Smith, Television, și The Velvet Underground. Stipe menționează într-un interviu: „Aparent cumpăram toate discurile pe care [Buck] le păstra pentru el.” La scurt timp după, Stipe și Buck i-au întâlnit pe Mike Mills și Bill Berry, studenți ai Universității din Georgia, care cântau împreună încă din liceu. Cvartetul a acceptat să colaboreze pentru câteva piese; Stipe menționează mai târziu: „Nu a fost niciodată vreun plan măreț în spate”. Trupa, neavând încă nume, a petrecut câteva luni exersând și a cântat primul concert pe 5 aprilie 1980, la aniversarea unui prieten. După ce au considerat câteva nume precum „Twisted Kites”, „Cans of Piss” și „Negro Wives”, Stipe a ales „R.E.M.” (acronim pentru stadiul somnului numit rapid eye movement - mișcare rapidă a ochilor) la întâmplare dintr-un dicționar.
Membrii trupei au decis să renunțe la școală pentru a se concentra pe muzică. Jefferson Holt, angajat la un magazin de muzică, a fost atât de impresionat de un concert R.E.M. susținut în orașul său, încât s-a mutat în Athens și a devenit managerul formației. Grupul s-a bucurat de un succes aproape instant în Athens și zonele apropiate, fapt ce a atras mulțimi din ce în ce mai mari la concerte, cauzând nemulțumiri în scena muzicală din Athens. Pe parcursul următorului an și jumătate, R.E.M. a concertat în sudul Statelor Unite. Cântatul în turneu a fost laborios, deoarece la vremea aceea nu exista un circuit pentru trupele de rock alternativ. Formația a străbătut Statele Unite într-o camionetă albastră veche, condusă de Holt, având un buget zilnic pentru mâncare de 2 dolari pe persoană.
În vara anului 1981, R.E.M. a înregistrat primul single, „Radio Free Europe”, la studioul producătorului Mitch Easter din Winston-Salem, Carolina de Nord. Singleul a fost lansat prin casa de discuri independentă Hib-Tone, cu un tiraj de o mie de exemplare epuizate la scurt timp. Deși a fost presat în cantitate limitată, singleul a fost apreciat de către critici, și a fost menționat ca unul din cele mai bune zece singleuri ale anului de către publicația The New York Times. 

### 1981–1987: I.R.S. Records și succes pe plan cult
În octombrie 1981 R.E.M. a înregistrat EP-ul Chronic Town cu Mitch Easter ca producător, plănuind să-l lanseze prin o nouă casă de discuri, Dasht Hopes. I.R.S. Records a obținut o casetă demo a primei sesiuni de înregistrări pentru EP, care circula de câteva luni. Trupa a refuzat ofertele casei RCA Records în favoarea I.R.S., cu care a semnat un contract în mai 1982. I.R.S. a lansat Chronic Town în august, prima pe plan american. O recenzie pozitivă a publicației NME a lăudat aura de mister a pieselor, concluzionând: „R.E.M. sunt adevărați, și e grozav să auzi ceva atât de neforțat și inteligent.”
I.R.S. l-a repartizat inițial pe producătorul Stephen Hague pentru înregistrarea primului album de studio. Insistența lui Hague în privința perfecțiunii din punct de vedere tehnic i-a nemulțumit pe membri, care au cerut casei de discuri să-i lase să înregistreze cu Easter. I.R.S. a fost de acord cu o sesiune de test, permițând trupei să se întoarcă în Carolina de Nord, unde au înregistrat piesa „Pilgrimage”, cu Easter și partenerul său Don Dixon. La audiția piesei, I.R.S. a permis trupei să înregistreze albumul cu Dixon și Easter. Datorită experienței negative cu Hague, trupa a înregistrat albumul într-un proces de negare, refuzând să încorporeze clișee ale muzicii rock, precum solouri de chitară sau sintetizatoare, cu scopul de a crea un album neafectat de trecerea timpului. Murmur a fost întâmpinat cu succes din punct de vedere critic la lansarea din 1983, primind titlul de cel mai bun album al anului din partea revistei Rolling Stone. Albumul a urcat până pe locul 36 în topul Billboard 200. Singleul principal a fost o variantă re-înregistrată a „Radio Free Europe”, care a atins locul 78 în topul singleurilor Billboard. Deși a fost lăudat de majoritatea criticilor, albumul a vândut în jur de 200,000 de exemplare, sub așteptările lui Jay Boberg de la I.R.S.
R.E.M. au apărut pentru prima oară la televizor în emisiunea Late Night with David Letterman, în octombrie 1983, unde trupa a cântat o piesă nouă, fără titlu. Piesa, eventual intitulată „So. Central Rain (I'm Sorry)”, a devenit primul single de pe al doilea album al trupei, Reckoning (1984), de asemenea înregistrat cu Easter și Dixon. Albumul a avut o recepție pozitivă; Mat Snow de la NME a scris că Reckoning „confirmă că R.E.M. este una din cele mai deosebite trupe de pe planetă”. Pe plan american, albumul a atins locul 27 în topuri—un număr neobișnuit de mare la acea vreme pentru o trupă de college rock —dar distribuția slabă peste oceane au adus trupei doar locul 91 în Marea Britanie.
Al treilea album al formației, Fables of the Reconstruction (1985), a demonstrat o schimbare a genului. În loc de Dixon și Easter, R.E.M. l-a ales pe Joe Boyd, producător pentru Fairport Convention și Nick Drake, pentru a înregistra albumul în Anglia. Membrii formației au găsit sesiunile de înregistrare neașteptat de dificile, și erau depresivi din cauza vremii de iarnă și ceea ce considerau mâncare proastă; situația a adus trupa aproape de despărțire. Atmosfera negativă care înconjura sesiunile de înregistrare au adus un context albumului. Din punct de vedere liric, Stipe a început să inventeze povești în genul mitologiei sudiste, menționând într-un interviu din 1985 că a fost inspirat de „ideea în care bătrânii stau în jurul focului, transmițând legende și fabule către nepoți”.
Trupa a concertat în Canada în iulie și august 1985, și în Europa în luna octombrie, în țări precum Olanda, Anglia (un concert a fost susținut la Hammersmith Palais în Londra), Irlanda, Scoția, Franța, Elveția, Belgia și Germania de Vest. Pe 2 octombrie 1985, trupa a cântat în Bochum, Germania de Vest, pentru emisiunea germană Rockpalast. La vremea turneului, Stipe s-a vopsit blond. Fables of the Reconstruction s-a descurcat dezamăgitor în Europa, unii critici privindu-l ca fiind mohorât și prost înregistrat. Ca și pe primele albume, singleurile de pe Fables of the Reconstruction au fost în general ignorate de către radiouri. Între timp, I.R.S. deveneau frustrați în privința ezitărilor trupei de a avea succes.
Pentru al patrulea album, R.E.M. l-au ales pe Don Gehman ca producător. Rezultatul, Lifes Rich Pageant (1986), a pus vocea lui Stipe mai proeminent față de muzică. Într-un interviu cu Chicago Tribune din 1986, Peter Buck a relatat: „Michael devine din ce în ce mai bun la ceea ce face, și devine mai încrezător. Cred că asta are un efect asupra vocii sale.” Albumul a fost o îmbunătățire față de vânzările lui Fables of the Reconstruction, și a ajuns pe locul 21 în topul Billboard 200. Singleul „Fall on Me” s-a bucurat de succes pe radiourile comerciale. Lifes Rich Pageant a fost primul album al trupei care a primit discul de aur pentru vânzări de 500,000 de exemplare. Deși radiourile americane de campus rămâneau suporterii de bază, trupa începea să aibă hituri în topurile de mainstream rock; cu toate acestea, muzica lor încă nu avea succes în topurile principale.
Ca urmare a succesului lui Lifes Rich Pageant, I.R.S. a lansat Dead Letter Office, o compilație cu piese rare înregistrate de către formație, unele din ele chiar nelansate la acea vreme. La scurt timp după, I.R.S. a compilat catalogul de videoclipuri al formației (exceptând „Wolves, Lower”) în prima lansare video, Succumbs.

### 1987–1990: Faima
Don Gehman nu a fost disponibil pentru a produce al cincilea album al trupei, sugerând membrilor să lucreze cu Scott Litt, colaborare care a ținut cinci albume. Pe Document (1987), versurile lui Stipe aveau teme politice, în special în piesele „Welcome to the Occupation” și „Exhuming McCarthy”, care erau reacții ale mediului conservativ al politicii americane a anilor '80, sub conducerea președintelui Ronald Reagan. În recenzia albumului, Jon Pareles de la The New York Times a scris: „Document este și încrezător și sfidător; dacă R.E.M. e pe cale să treacă de la statutul cult la popularitate, albumul stabilește că trupa va ajunge acolo în termenii săi proprii.” Document a fost albumul care a propulsat trupa către succes, iar primul single, „The One I Love”, s-a clasat în Top 20 în SUA, Marea Britanie, și Canada. În ianuarie 1988, Document a devenit primul album al formației cu vânzări de un milion de exemplare. Având în vedere succesul trupei, coperta din decembrie 1987 a revistei Rolling Stone îi declara pe R.E.M. ca fiind „Cea mai bună trupă americană de rock & roll”.
Frustrați din cauza distribuției de peste ocean, R.E.M. a părăsit I.R.S. la expirarea contractului, și au semnat cu Warner Bros. Records. Deși alte case de discuri le-au oferit mai mulți bani, trupa a semnat cu Warner Bros. — pentru o sumă pretinsă între 6 și 12 milioane de dolari — pentru a avea control creativ complet asupra muzicii. După plecarea formației, I.R.S. au lansat în 1988 compilația „best of” Eponymous (alcătuită cu ajutorul membrilor trupei) pentru a valorifica activele încă deținute de companie. Debutul trupei la Warner Bros., Green (1988), a fost înregistrat în Nashville, Tennesee, și a prezentat un sunet mai experimental din partea membrilor. Piesele de pe album variază de la singleul vioi „Stand” (un hit în Statele Unite), la materiale mai politice precum „Orange Crush” și „World Leader Pretend”, care adresează Războiul din Vietnam, respectiv Războiul Rece. Green a vândut patru milioane de exemplare în toată lumea. Trupa a susținut albumul printr-un turneu, cel mai mare și vizual de până atunci, având proiecții și filme de artă rulând pe scenă. După turneul Green, membrii trupei au decis neoficial să ia un an de pauză, prima de acest gen din cariera trupei. În 1990, Warner Bros. a lansat compilația de videoclipuri Pop Screen, care a adunat clipurile de pe albumele Document și Green, urmând ca după câteva luni să lanseze albumul video Tourfilm cu performanțe live filmate pe parcursul Green World Tour.

### 1990–1993: Perioada fără concerte și succesul internațional
R.E.M. s-au reunit la mijlocul anului 1990 pentru a înregistra al șaptelea album, Out of Time. Distanțându-se de la sunetul lui Green, membrii trupei au compus muzica folosind instrumente neobișnuite pentru muzica rock, printre care mandolina, orga și chitara acustică, în loc să le adauge în post-producție. Lansat în martie 1991, Out of Time a fost primul album al formației care a ajuns pe locul întâi în topurile din SUA și Marea Britanie. Albumul a vândut 4.2 milioane de exemplare în Statele Unite, și aproximativ 12 milioane în toată lumea până în anul 1996. Singleul principal al albumului, „Losing My Religion” a fost un hit mondial, redat des la radio și pe postul MTV. „Losing My Religion” a fost cel mai de succes single comercial al trupei în Statele Unite, atingând locul patru în topurile Billboard. „De-a lungul carierei noastre au fost foarte puține evenimente care ne-au schimbat viața, din cauză că ne-am dezvoltat foarte treptat”, a spus Mills ulterior. „Dacă vrei să vorbim despre schimbarea vieții, cred că 'Losing My Religion' este cel mai bun exemplu”. Al doilea single de pe album, „Shiny Happy People” (una din cele trei piese de pe album cu contribuții vocale din partea artistei Kate Pierson a trupei The B-52's), a fost de asemenea un succes major, ajungând pe locul 10 în Statele Unite, și 6 în Marea Britanie. Out of Time a adus trupei șapte nominalizări la Premiile Grammy din 1992, cele mai multe pentru un artist în acel an. R.E.M. a câștigat trei premii: Cel mai bun album de muzică alternativă pentru album, și Cel mai bun videoclip de scurtmetraj și Cea mai bună interpretare pop de un duo sau grup vocal pentru piesa „Losing My Religion”. R.E.M. nu a organizat un turneu pentru a-și promova albumul; în schimb, au avut o serie limitată de concerte, printre care se numără și apariția la emisiunea MTV Unplugged, și au lansat videoclipuri pentru fiecare piesă pe albumul video This Film Is On.
După câteva luni de pauză, trupa s-a întors în studio în 1991, pentru a înregistra următorul album. La finalul anului 1992, R.E.M. a lansat Automatic for the People. Deși grupul intenționa să facă un album hard rock după texturile ușoare ale lui Out of Time, sumbrul Automatic for the People „[părea] să aibă un mers și mai chinuit”, conform Melody Maker. Albumul trata teme de pierdere și jale inspirate de „senzația de a... avea treizeci de ani”, după spusele lui Peter Buck. Câteva piese au avut aranjamente de coarde din partea lui John Paul Jones, fostului basist al formației Led Zeppelin. Considerat de către un număr de critici (inclusiv Buck și Mills) ca fiind cel mai bun album al trupei, Automatic for the People a atins locul întâi în topul Marii Britanii, și locul doi în Statele Unite, și a generat singleurile de Top 40 „Drive”, „Man on the Moon”, și „Everybody Hurts”. Albumul a vândut peste 15 milioane de exemplare pe plan mondial. Ca și cu Out of Time, trupa nu a concertat pentru a promova albumul. Decizia de a nu organiza un turneu, în conjuncție cu aspectul fizic al lui Stipe, a generat zvonuri cum că artistul ar fi pe moarte sau suferea de HIV, zvonuri negate vehement de către trupă.

### 1994–1996: Revenirea la concerte și continuarea succesului
După ce trupa a lansat două albume ușoare la rând, Monster (1994) a fost, după spusele lui Buck, „un album 'rock', cu rock în ghilimele”. În contrast cu sunetul de pe albumele predecesoare, muzica din Monster consta în tonuri distorsionate de chitară, modificări ulterioare minime, și accente de glam rock-ul anilor '70. Ca și Out of Time, Monster a ocupat primele locuri în topurile din Statele Unite și Marea Britanie. Albumul a vândut în jur de nouă milioane de exemplare în toată lumea. Singleurile „What's the Frequency, Kenneth?” și „Bang and Blame” au fost ultimele hituri de Top 40 ale formației, deși toate singleurile de pe Monster au intrat în Top 30 în Marea Britanie. Warner Bros. a compilat videoclipurile de pe album și de pe Automatic for the People, lansându-le în 1995, cu titlul Parallel.
În ianuarie 1995, R.E.M. au mers în turneu pentru prima oară în șase ani. Turneul a avut un succes comercial uriaș, dar perioada a fost una dificilă pentru formație. Pe 1 martie, Berry s-a prăbușit pe scenă în timpul unui concert din Lausanne, Elveția, din cauza unui anevrism al creierului. A fost operat și s-a recuperat complet într-o lună. Mills a trebuit să se opereze pentru a îndepărta o adeziune intestinală în iulie; o lună mai târziu, Stipe a fost operat de urgență de hernie. În ciuda problemelor, trupa a înregistrat majoritatea următorului album în pauzele dintre concerte. Membrii au adus aparatură de înregistrare pentru a captura concertele, și au folosit înregistrările ca elemente de bază pentru album. Ultimele trei concerte din turneu au fost filmate și lansate pe casetă video sub denumirea Road Movie.
În 1996, R.E.M. a semnat din nou cu Warner Bros. Records, pentru o sumă estimată la 80 de milioane de dolari (o cifră des acceptată de către trupă, originată din media), zvonindu-se a fi cel mai mare contract de înregistrare din istorie la acel moment. Albumul din 1996 al formației, New Adventures in Hi-Fi, a debutat pe locul doi în Statele Unite, respectiv locul întâi în Marea Britanie. Cele cinci milioane de exemplare vândute ale albumului au fost un rezultat al succesului trupei pe durata ultimilor cinci ani. Christopher John Farley, scriitor la Time, a argumentat că declinul vânzărilor sunt datorate scăderii popularității rockului alternativ. În același an, R.E.M. s-a despărțit de managerul Jefferson Holt, datorită unor presupuse acuzații de hărțuire sexuală din partea unui angajat al sediului trupei din Athens. Avocatul trupei, Bertis Downs, a preluat datoriile manageriale.

### 1997–2000: Plecarea lui Berry șiUp
În aprilie 1997, trupa s-a reunit la casa de vacanță din Kauai a lui Buck, cu scopul de a înregistra material pentru următorul album de studio. Trupa a căutat să-și reinventeze sunetul, și intenționa să încorporeze tobe și elemente de percuție experimentale. La începerea sesiunilor, în octombrie, Berry a decis să comunice trupei că se va retrage, după lungi conversații cu Mills și Downs. Berry le-a spus colegilor din trupă că nu va renunța dacă aceștia se vor despărți. Ca rezultat, Stipe, Buck și Mills au fost de acord să continue, cu binecuvântarea lui Berry. Acesta a anunțat public plecarea în octombrie 1997. Berry a spus presei: „Nu mai sunt așa entuziasmat cum eram înainte când vine vorba de asta... Am cea mai bună slujbă din lume. Dar sunt pregătit să mă retrag, să reflectez, și poate să nu mai fiu un star pop.” Stipe a recunoscut că trupa va fi diferită fără un contribuitor major. „Pentru mine, Mike și Peter, ca R.E.M., încă mai suntem R.E.M.? Bănuiesc că un câine cu trei picioare e tot câine. Trebuie doar să învețe să fugă diferit.”
Ca urmare a plecării lui Berry, trupa a anulat sesiunile programate de înregistrare. „Fără Bill a fost diferit, confuz”, a spus Mills ulterior. „Nu știam exact ce să facem. Nu puteam repeta fără un toboșar.” Membrii rămași ai R.E.M. au revenit la înregistrări în februarie 1998, la Toast Studios în San Francisco. Trupa a încheiat colaborarea de un deceniu cu Scott Litt, și l-a angajat pe Pat McCarthy pentru a produce albumul. Nigel Godrich a fost angajat ca producător asistent. Acesta i-a recrutat pe membrul Screaming Trees Barrett Martin și toboșarul live al lui Beck, Joey Waronker. Procesul de înregistrare a fost încărcat de tensiuni, iar trupa a fost aproape de despărțire. Bertis Downs a organizat o întâlnire de urgență unde membrii trupei și-au rezolvat problemele și au decis să continue ca formație. În frunte cu singleul „Daysleeper”, Up (1998) a debutat în top 10 în SUA și Marea Britanie. Totuși, albumul a fost un eșec, înregistrând vânzări de 900,000 de exemplare în SUA până la mijlocul anului 1999, eventual ajungând la un număr de două milioane de exemplare pe plan global. Dacă vânzările trupei în SUA erau în declin, succesul comercial a trecut în Marea Britanie, unde R.E.M. vindea mai bine decât în orice altă țară, iar singleurile lor intrau frecvent în Top 20.
La un an după lansarea lui Up, R.E.M. au compus muzica pentru filmul biografic bazat pe viața lui Andy Kaufman, Man on the Moon, o premieră pentru formație. Piesa „The Great Beyond” a fost lansată ca single de pe coloana sonoră a filmului. Aceasta a atins locul 57 în topurile americane, dar a fost cel mai de succes single în Marea Britanie, atingând locul trei în 2000.

### 2000–2007:RevealșiAround the Sun
R.E.M. a înregistrat majoritatea celui de-al doisprezecelea album, Reveal (2001), în Canada și Irlanda, între mai și octombrie 2000. Reveal împărțea „atmosfera lugubră” a lui Up, având colaborări pe parte de tobe din partea lui Joey Waronker, și contribuții de la Scott McCaughey și Ken Stringfellow, fondatorul Posies. Pe plan global, albumul a vândut peste patru milioane de exemplare, dar în Statele Unite a avut cifre asemănătoare lui Up. Singleul principal al albumului, „Imitation of Life”, a atins locul șase în Marea Britanie.

## Stilul muzical
Muzica lui R.E.M. a fost descrisă ca rock alternativ, college rock, folk rock, jangle pop, post-punk și new wave. Într-un interviu din 1988, Peter Buck a descris-o pe R.E.M. melodii ca de obicei, „Lucruri minore, mid-tempo, enigmatice, semi-folk-rock-baladish. Asta e ceea ce cred toată lumea și, într-o anumită măsură, este adevărat.” Toate compozițiile sunt creditate întregii trupe, chiar și deși membrii individuali sunt uneori responsabili pentru scrierea majorității unui anumit cântec. Fiecare membru primește un vot egal în procesul de compunere a cântecelor; cu toate acestea, Buck a recunoscut că Stipe, ca textier al trupei, poate fi rareori convins să urmeze o idee pe care nu o favorizează. Printre formația inițială, au existat diviziuni ale muncii în procesul de compunere a melodiilor: Stipe a scris versuri și a concepe melodii, Buck avea să îndepărteze trupa în noi direcții muzicale, iar Mills și Berry ar perfecționa compozițiile datorită melodiilor lor mai mari. Experiență. În ceea ce privește abordarea condusă de Buck, Mills a spus: „Cineva trebuie să conducă trenul și am fost cu toții mai mult decât fericiți că Peter este motivatorul nostru”. Stipe a adăugat, adresându-se lui Buck: „Există un corp de muncă care nu ar exista dacă nu ne-ai fi împins la fel de tare precum ai făcut-o.”
Michael Stipe cântă în ceea ce R.E.M. biograful David Buckley a descris-o drept „figuri vocale plângătoare, ascuțite, arcuite”.Stipe se armonizează adesea cu Mills în cântece; în refrenul pentru „Stand”, Mills și Stipe alternează versurile, creând un dialog. Articolele timpurii despre trupă s-au concentrat pe stilul de cânt al lui Stipe (descris ca „murmurând” de The Washington Post), care adesea și-a făcut versurile indescifrabile.
Scriitorul Creem John Morthland a scris în recenzia sa despre Murmur: „Încă nu am idee despre ce sunt aceste cântece, pentru că nici eu, nici oricine altcineva pe care-l cunosc nu am putut discerne vreodată versurile lui R.E.M.” Stipe a comentat în 1984. „Este doar felul în care cânt. Dacă aș încerca să-l controlez, ar fi destul de fals.” Producătorul Joe Boyd l-a convins pe Stipe să înceapă să cânte mai clar în timpul înregistrării Fables of the Reconstruction.
Ulterior, Stipe a numit versurile din refrenul „Sitting Still” de pe albumul de debut al lui R.E.M., Murmur, „prostii”, spunând într-o conversație online din 1994: „Știți cu toții că nu există cuvinte, în sine, pentru mulți. lucrurile timpurii nici nu le pot aminti”. Într-adevăr, Stipe a creat cu atenție versurile pentru mulți dintre R.E.M. melodii. Stipe a explicat în 1984 că, atunci când a început să scrie versuri, acestea erau ca „simple poze”, dar după un an s-a săturat de abordare și „a început să experimenteze cu versuri care nu aveau sens liniar exact, și pur și simplu a dispărut de acolo." La mijlocul anilor 1980, pe măsură ce pronunția lui Stipe în timp ce cânta a devenit mai clară, trupa a decis că versurile sale ar trebui să transmită idei la un nivel mai literal. Mills a explicat: „După ce ai făcut trei discuri și ai scris mai multe melodii și au devenit din ce în ce mai bune din punct de vedere liric, următorul pas ar fi să te întrebe cineva și să-ți spună, spui ceva și Michael a avut încredere în acel moment? da ..” Cântece precum „Cuyahoga” și „Fall on Me” din Lifes Rich Pageant s-au ocupat de probleme precum poluarea. Stipe a încorporat preocupări mai orientate politic în versurile sale de pe Document. și Verde. „Activismul nostru politic și conținutul cântecelor au fost doar o reacție la locul în care ne aflam și la ceea ce eram înconjurați, ceea ce a fost doar o groază abjectă”, a spus Stipe mai târziu. „În 1987 și ’88 nu era nimic de făcut decât să fii activ.” De atunci, Stipe a explorat alte subiecte lirice. Automatic for the People s-a ocupat de „mortalitatea și moartea. Chestii destul de turgide”, potrivit lui Stipe, în timp ce Monster a criticat dragostea și cultura de masă. Din punct de vedere muzical, Stipe a declarat că trupe precum T. Rex și Mott the Hoople „m-au afectat cu adevărat”.

Stilul de chitară al lui Peter Buck a definit sunetul lui R.E.M.
Stilul lui Peter Buck de a cânta la chitară a fost evidențiat de mulți drept cel mai distinctiv aspect al muzicii lui R.E.M. În anii 1980, stilul „economic, arpegiat, poetic” al lui Buck le-a amintit jurnaliștilor britanici de muzică de trupa americană de folk rock din anii 1960, The Byrds. Buck a declarat „chitaristul Byrds Roger McGuinn a avut o mare influență asupra mea ca chitară. player", dar a spus că trupele influențate de Byrds, inclusiv Big Star și Soft Boys, l-au inspirat mai mult. S-au făcut și comparații cu chitara lui Johnny Marr al contemporanilor rock alternativ. The Smiths. În timp ce Buck a declarat că este un fan al grupului, el a recunoscut că a criticat inițial trupa pur și simplu pentru că s-a săturat ca fanii să-l întrebe dacă a fost influențat de Marr, a cărui trupă și-a făcut debutul după R.E.M. Buck evită în general solo-urile la chitară; el a explicat în 2002: „Știu că atunci când chitariștii fac acest solo fierbinte, oamenii înnebunesc, dar eu nu scriu melodii care se potrivesc asta, și eu un nu ma intereseaza asta. Pot să o fac dacă trebuie, dar nu-mi place.” Abordarea melodică a lui Mike Mills asupra jocului de bas este inspirată de Paul McCartney de la Beatles și Chris Squire de la Yes; Mills a spus: „ Întotdeauna am cântat un bas melodic, ca un bas de pian în anumite privințe. . . Nu mi-am dorit niciodată să cânt la muzica tradițională blocată în tobă, la notă rădăcină de bas.”  Mills are mai multă pregătire muzicală decât colegii săi de trupă, despre care a spus că „a făcut mai ușor să transforme ideile muzicale abstracte în realitate”.

## Discografie
- Murmur (1983)
- Reckoning (1984)
- Fables of the Reconstruction (1985)
- Lifes Rich Pageant (1986)
- Document (1987)
- Green (1988)
- Out of Time (1991)
- Automatic for the People (1992)
- Monster (1994)
- New Adventures in Hi-Fi (1996)
- Up (1998)
- Reveal (2001)
- Around the Sun (2004)
- Accelerate (2008)
- Collapse into Now (2011)